# Charte africaine des droits de l'homme et des peuples
Lire en ligne

texte sur Wikisource

La Charte africaine des droits de l'homme et des peuples est une convention internationale adoptée par des pays africains dans le cadre de l’Organisation de l'unité africaine (OUA).

## Historique et contexte
La charte africaine des droits de l'homme et des peuples a été adoptée le 27 juin 1981 à Nairobi (Kenya) lors de la 18e Conférence de l'Organisation de l'Unité Africaine.

Elle est entrée en vigueur le 21 octobre 1986, après sa ratification par 25 états.
Elle s’appuie sur la Charte de l'Organisation de l'Unité Africaine et la Charte des Nations unies ainsi que sur la Déclaration universelle des droits de l'homme tout en « tenant compte des vertus de leurs traditions historiques et des valeurs de civilisation africaine qui doivent inspirer et caractériser leurs réflexions sur la conception des droits de l'homme et des peuples » (préambule de la Charte).
Cette charte n'est pas une simple adaptation des principes fondamentaux de la Déclaration Universelle aux spécificités de la culture africaine; d'ailleurs la notion de "civilisation africaine" à laquelle elle se réfère est assez large puisque ce texte a été ratifié par des pays de traditions très diverses (de l'Algérie à l'Afrique du Sud et du Cap-Vert à Madagascar). Elle place au même niveau que les droits de l'homme d'une part le droit des peuples africains à disposer d'eux-mêmes face au monde extérieur et d'autre part les devoirs de l'individu envers la famille et l'État. Elle définit donc un dispositif dans lequel indépendance nationale, tradition, cohésion sociale et autorité (dès lors que cette autorité n'est pas imposée par une puissance coloniale) sont des valeurs aussi importantes que les droits de l'homme au sens individuel, qui ne sont donc plus des droits au-dessus des autres.
Depuis sa première et historique décision rendue le 15 décembre 2009 (Yangogombaye c. Sénégal en incompétence pour défaut d'accord préalable de l'Etat défendeur) la Cour continentale a connu une évolution ponctuée par une abondante jurisprudence: v. notamment l'Affaire Lidho et autres c. Cote d'Ivoire du 5 septembre 2023, ou plus récemment l'Affaire Commission africaine des droits de l'homme c. Kenya (au fond le 13 juin 2023, c'est l'Affaire des Ogieck). v. Tchikaya (B.), Jurisclasseur Droit international, La Cour africaine des droits de l'homme et des peuples, fasc. 165-20 (2023). Les recours présentés à la Cour sont de plus divers. Ils portent sur les statuts et des droits des personnes; sur les droits majeurs des Etats; sur les revendications identitaires et l'autodétermination; sur les droits politiques; sur les droits relatifs à l'environnement...

## Principales dispositions
La première partie énonce les droits reconnus à toute personne « sans distinction aucune, notamment de race, d'ethnie, de couleur, de sexe, de langue, de religion, d'opinion politique ou de toute autre opinion, d'origine nationale ou sociale, de fortune, de naissance ou de toute autre situation » (article 2). Les 18 premiers articles définissent des droits individuels, les droits civiques et les droits sociaux. 
Les  articles suivants (19 à 24) définissent les droits des peuples, considérés comme égaux : droits à l’existence, à la libre disposition de leurs richesses et de leurs ressources naturelles, à leur développement économique, social et culturel, à la paix et à la sécurité et à un environnement satisfaisant et global, propice à leur développement. La charte condamne le colonialisme, le néocolonialisme, l'apartheid, le sionisme et la domination économique. Dans son préambule et dans l'article 20, alinéa 2 en particulier, la charte affirme le droit des peuples colonisés ou opprimés à lutter pour leur libération. Cependant, la charte ne contient aucune disposition explicite quant aux droits des peuples lorsqu'ils sont opprimés par des régimes politiques nationaux indépendants.
Les articles 27 à 29 énoncent les devoirs qu’a tout individu « envers la famille et la société, envers l'État et les autres collectivités légalement reconnues et envers la Communauté Internationale. »
La deuxième partie crée une Commission africaine des droits de l'Homme et des peuples chargée de promouvoir ces droits et d'assurer leur protection en Afrique. Elle précise son fonctionnement.
La troisième partie est composée de dispositions diverses, notamment les procédures de ratification et de modification.

## Ratifications
Le dernier pays à avoir ratifié la Charte africaine des droits de l'homme et des peuples est la république du Soudan du Sud, le 23 octobre 2013.
Pays ayant ratifié ou adhéré à la Charte
- Afrique du Sud : 9 juillet 1996
- Algérie : 1er mars 1987
- Angola : 2 mars 1990
- Bénin : 20 janvier 1986
- Botswana : 17 juillet 1986
- Burkina Faso : 6 juillet 1984
- Burundi : 28 juillet 1989
- Cameroun : 20 juin 1989
- Cap-Vert : 2 juin 1987
- Comores : 1er juin 1986
- République centrafricaine : 26 avril 1986
- République du Congo : 9 décembre 1982
- Côte d'Ivoire : 6 janvier 1992
- Djibouti : 11 novembre 1991
- Égypte : 20 mars 1984
- Érythrée : 14 janvier 1999
- Eswatini (Swaziland) : 15 septembre 1995
- Éthiopie : 15 juin 1998
- Gabon : 20 février 1986
- Gambie : 8 juin 1983
- Ghana : 24 janvier 1989
- Guinée : 16 février 1982
- Guinée-Bissau : 4 décembre 1985
- Guinée équatoriale : 7 avril 1986
- Kenya : 23 janvier 1992
- Lesotho : 10 février 1992
- Liberia : 4 août 1982
- Libye (Jamahiriya arabe libyenne) : 19 juillet 1986
- Madagascar : 9 mars 1992
- Malawi : 17 novembre 1989
- Mali : 21 décembre 1981
- Maurice : 19 juin 1992
- Mauritanie : 14 juin 1986
- Mozambique : 22 février 1989
- Namibie : 30 juillet 1992
- Niger : 15 juillet 1986
- Nigeria : 22 juin 1983
- Ouganda : 10 mai 1986
- Rwanda : 15 juillet 1983
- République arabe sahraouie démocratique : 2 mai 1986
- Sao Tomé-et-Principe : 23 mai 1986
- Sénégal : loi no 82-04 du 15 juin 1982
- Seychelles : 13 avril 1992
- Sierra Leone : 21 septembre 1983
- Somalie : 31 juillet 1985
- Soudan : 18 février 1986
- Soudan du Sud : 23 octobre 2013
- Tanzanie : 18 février 1984
- Tchad : 9 octobre 1986
- Togo : 5 novembre 1982
- Tunisie : 16 mars 1983
- Zaïre (République démocratique du Congo): 20 juillet 1987
- Zambie : 10 janvier 1984
- Zimbabwe : 30 mai 1986

## Protocoles à la charte
- Protocole relatif à la Charte africaine des droits de l'homme et des peuples, portant création d'une Cour africaine des droits de l'homme et des peuples, adopté à Ouagadougou en juin 1998.
- Protocole à la Charte africaine des droits de l'homme et des peuples relatif aux droits des femmes, adopté à Maputo en juillet 2003. Il interdit aussi les mutilations génitales féminines
- Protocole à la Charte africaine des droits de l'homme et des peuples relatif aux droits des personnes âgées en Afrique, adopté le 31 janvier 2016
- Protocole à la Charte africaine des droits de l'homme et des peuples relatif aux droits des personnes handicapées en Afrique, adopté le 29 janvier 2018 à Addis-Abeba

## Voir aussi

Pays ayant ratifié un texte régional de protection des droits de l'homme
Convention européenne des droits de l'homme (Conseil de l'Europe)
Convention américaine relative aux droits de l'homme (OEA)
Charte africaine des droits de l'homme et des peuples (OUA)